# Syd Field
Sydney Alvin Field (Hollywood, 19 dicembre 1935 – Beverly Hills, 17 novembre 2013) è stato uno sceneggiatore statunitense, autore di numerosi manuali sulla sceneggiatura di stampo strutturalista.
Durante la sua carriera ha condotto workshop e seminari finalizzati alla realizzazione di sceneggiature spendibili sul mercato del cinema. Il cinema di Hollywood ha fatto uso massiccio delle sue idee sulla struttura intesa come guida allo sviluppo della sceneggiatura.

## Biografia
Nacque nel 1935 ad Hollywood e insegnò sceneggiatura presso il Master of Professional Writing Program dell'Università della California meridionale.
Field ha prodotto e scritto le serie TV Men in crisis, Hollywood and the Stars, National Geographics e gli Jacques Cousteau Specials dal 1963 al 1965.
Syd Field morì di anemia il 17 novembre 2013, all'età di 77 anni. È morto nella sua casa di Beverly Hills.

## Il paradigma
Il più conosciuto contributo di Field è la cosiddetta articolazione del paradigma ideale, detto anche struttura a tre atti. In questa struttura, l'intreccio di un film si apre entro i primi 20-30 minuti. Dopodiché il protagonista vive un punto di svolta che gli fornisce un obiettivo da raggiungere. Circa metà del film si concentrerà nel mostrare la lotta di questo personaggio per raggiungere il suo obiettivo.
Il secondo atto è chiamato confronto. Field accenna anche al punto centrale, un più flebile punto di svolta che ha luogo approssimativamente a pagina 60 (su 120 di sceneggiatura).
Questo punto di svolta è spesso un - apparentemente - incredibile ribaltamento della fortuna del protagonista. Il terzo atto, quello conclusivo, dipinge l'apice del conflitto vissuto dal protagonista, il quale raggiungerà o mancherà di raggiungere il suo obiettivo e affronterà la resa dei conti.

## Filmografia parziale

### Sceneggiatore
- Men in Crisis - serie TV (1964-1965)
- Folli notti a Las Vegas (Spree), regia di Mitchell Leisen - documentario (1967)